# La Mission du capitaine Benson
La Mission du capitaine Benson (titre original 7th Cavalry) est un film américain réalisé par Joseph H. Lewis, sorti en 1956.

## Synopsis
De retour à Fort Lincoln, le capitaine Tom Benson apprend la mort du général Custer lors du massacre de Little Big Horn. Absent lors de la bataille, Benson est soupçonné d'être un lâche. Pour se disculper, il part avec un petit détachement récupérer le cadavre du général.

## Fiche technique
- Titre français : La Mission du Capitaine Benson
- Titre original : 7th Cavalry
- Réalisateur : Joseph H. Lewis
- Scénario : Peter Packer d'après une histoire de Glendon Swarthout
- Musique : Mischa Bakaleinikoff
- Producteurs : Harry Joe Brown, Randolph Scott
- Sociétés de production : Scott-Brown Productions, Producers-Actors Corporation
- Durée : 75 minutes
- Couleur : Technicolor
- Genre : Western
- Dates de sortie :
  -  États-Unis décembre 1956
  -  Allemagne de l'Ouest 7 décembre 1956
  -  Finlande 11 janvier 1957
  -  Autriche avril 1957
  -  Portugal 7 octobre 1957
  -  France 30 juin 1958

## Distribution
- Randolph Scott : Capitaine Tom Benson
- Barbara Hale : Martha Kellogg
- Jay C. Flippen : Sergent Bates
- Frank Faylen : Sergent Kruger
- Jeanette Nolan : Charlotte Reynolds
- Leo Gordon : Vogel
- Denver Pyle : Dixon
- Harry Carey Jr. : Caporal Morrison
- Michael Pate : Capitaine Benteen
- Donald Curtis : Lieutenant Bob Fitch
- Frank Wilcox : Major Reno
- Pat Hogan : Jeune Hawk
- Russell Hicks : Colonel Kellogg
- Peter Ortiz : Pollock
- William Leslie : Lieutenant Murray